# 室町 (栃木市)
室町（むろまち）は、栃木県栃木市の地名。郵便番号は328-0036。全域で住居表示を実施している。
　

## 地理
栃木市の中央部、中心市街地の南部に位置し、南部を東西に巴波川が流れる。
かつては万町、倭町などとともに蔵の街大通りに面した繁華街として栄えた。現在では、大通りにおいて歩道橋・アーケードの撤去、電柱の地下化など景観整備が実施されている。また、西部のうずま公園では10月上旬の土休日にドイツビール祭り「オクトーバーフェスト」が開催され、多くの観光客で賑わう。
隣接する地名
- 東 - 旭町
- 西 - 湊町、境町
- 南 - 境町、河合町
- 北 - 倭町

河川
- 巴波川

## 歴史
もとは栃木町の字下町を室町と改称し成立した栃木町大字栃木字室町であり、市制施行時の大字の廃止に伴い栃木市室町となった。室町の地名は京都室町にちなむ。かつては栃木県下都賀庁舎や栃木警察署などがあったが、栃木県下都賀庁舎は神田町に、栃木警察署は箱森町にそれぞれ移転した。栃木警察署の移転にともない交差点名が「栃木警察署前」→「室町」、「室町」→「文化会館入口」と改称された。

### 沿革
- 1937年（昭和12年）4月1日 - 市制施行と同時に栃木町大字栃木のうち、字室町の全域と字旭町の一部が栃木市室町となる。
- 1963年（昭和38年）8月1日 - 住居表示の実施により、倭町の一部を編入し、当町の一部が倭町となる。
- 2008年（平成20年）2月4日 - 栃木警察署が箱森町へ移転する。

### 世帯数と人口
2017年（平成29年）8月31日現在の世帯数と人口は以下の通りである。
| 町丁 | 世帯数  | 人口  |
| ---- | ------- | ----- |
| 室町 | 138世帯 | 289人 |

### 人口の変遷
総数 [戸数または世帯数：  、人口：  ]
| 1950年（昭和25年） | 309世帯 1,389人 |
| 1983年（昭和58年） | 202世帯 632人   |
| 2010年（平成22年） | 141世帯 347人   |
| 2017年（平成29年） | 148世帯 302人   |

## 交通

### バス
関東自動車
- 國學院線：室町

ふれあいバス
- 寺尾線：室町
- 皆川線・部屋線・市街地北部循環線：NTTドコモ前
- 市街地循環線：NTTドコモ前 - NTT北

### 道路
県道
- 栃木県道11号栃木藤岡線（蔵の街大通り）
- 栃木県道31号栃木小山線（小山街道）
- 栃木県道153号南小林栃木線

## 学区
市立小・中学校に通う場合、学区は以下の通りとなる。
| 番地 | 小学校                 | 中学校               |
| ---- | ---------------------- | -------------------- |
| 全域 | 栃木市立栃木中央小学校 | 栃木市立栃木南中学校 |